# Senèdes
Senèdes é uma comuna da Suíça, no Cantão Friburgo, com cerca de 124 habitantes. Estende-se por uma área de 0,50 km², de densidade populacional de 248 hab/km². Confina com as seguintes comunas: Arconciel, Ependes, Ferpicloz, Le Mouret, Treyvaux.
A língua oficial nesta comuna é o Francês.